# 타케토미 세이카
타케토미 세이카(일본어: 竹富 聖花, 1995년 3월 24일~)는 일본의 여배우, 패션 모델이다. 아이치현 출신이다. 2010년 3월, 스위트 파워의 오디션에 합격했다. 2011년 1월, 《헤븐즈 플라워 The Legend of ARCANA》로 드라마 첫 출연하였으며, 2016년 5월까지 스위트 파워 소속이었다.

## 출연

### 드라마
- 헤븐즈 플라워 The Legend of ARCANA (2011년 1월 14일 ~ 3월 4일/9월 12일 ~ 13일, TBS) - 란 역
- 태어나다. (2011년 4월 22일 ~ 6월 24일, TBS) - 하야시다 미코 역
- 이웃집 악마 짱 (2011년 7월 16일, 후지 TV) - 주연·미즈 역
- HUNTER~그 여자들, 현상금 사냥꾼~ 제7화 (2011년 11월 22일, 칸사이 TV) - 하시모토 리사/이노우에 에미 역
- 망상 수사~쿠와가타 코이치 준교수의 스타일리시한 생활 (2012년 1월 22일 ~ 3월 18일, TV 아사히) - 하야타 리카 역
- 악몽의 드라이브 (2012년 4월 28일 ~ 6월 30일, BS 아사히) - 사쿠라 역
- 연속 TV 소설 우메 짱 선생님 제10 ~ 12화 (2012년 4월 12일 ~ 14일, NHK) - 키노시타 사나에 역
- 검은 여교사 (2012년 7월 20일 ~ 9월 21일, TBS) - 야마기시 리오 역
- 카운터의 두 사람 제8화 〈러브 레터〉 (2012년 8월 4일, TwellV) - 미즈시마 역
- ATARU 스페셜~뉴욕으로부터의 도전장!!~ (2013년 1월 6일, TBS) - 시모카와 유미 역
- 이러니저러니 해서 여자는 달린다 (2013년 3월 17일, 토카이 TV) - 키자키 아이코 역
- 리버스~경시청 수사 1과 팀 Z (2013년 4월 5일, 닛폰 TV) - 후쿠오카 루나 역
- BAD BOYS J 제4 ~ 5화 (2013년 4월 27일 ~ 5월 4일, 닛폰 TV) - 타카나시 아오이 역
- 대하드라마 야에의 벚꽃 제22·25 ~ 28화 (2013년 6월 2일·23일 ~ 7월 14일, NHK) - 나카노 유코 역
- 가면 티처 (2013년 7월 6일 ~ 9월 28일, 닛폰 TV) - 콘도 카나코 역
- 아오이 호노오 제4화 (2014년 8월 8일, TV 도쿄) - 미유키 역
- 타임 스파이럴 (2014년 9월 2일 ~ 10월 21일, NHK BS 프리미엄) - 미츠다 마미 역
- 전력 이혼 상담 (2015년 1월 6일 ~ 2월 17일, NHK) - 이나가키 카나에 역
- 오성 투어리스트~최고의 여행, 안내해드리겠습니다!!~ 제7화 (2015년 2월 19일, 요미우리 TV) - 아쿠츠 역
- She (2015년 4월 18일 ~ 5월 16일, 후지 TV) - 야마모토 사야 역
- 아내와 날았던 특공병 (2015년 8월 16일, TV 아사히) - 이노우에 하나 역
- 검사의 사명 (2016년 1월 17일, TV 아사히) - 니토 레나 역

### 영화
- 걸 바사라 -전국 시대는 권외입니다- (2011년, 카도카와 영화) - 미노와 유 역
- 기린의 날개 ~극장판·신참자~ (2012년, 토호) - 아오야기 하루카 역
- 희생의 딜레마 〈상〉 (2013년, 제네온 유니버설 엔터테인먼트) - 주연·스즈키 리카 역
- 늑대 인간 게임 (2013년, AMG 엔터테인먼트) - 이노우에 코노미 역
- 아침 낮 밤 (2013년, 쇼치쿠) - 사카모토 사치코(소녀 시절) 역
- 꿈길 (2013년, 〈꿈길〉 제작 위원회) - 주연·오카베 리에 역
- 가면 티처 (2014년, 쇼게이트) - 콘도 카나코 역
- 1/11 십일 분의 일 (2014년, 도쿄 테아트르) - 와카미야 시키 역
- 핫 로드 (2014년, 쇼치쿠) - 에리 역
- MARCHING 내일로 (2014년) - 주연·소노이 마리 역
- 가지마루 식당의 사랑 (2014년, BS-TBS) - 스다 리코 역
- 강아지 마메시바 망향 편 (2014년, AMG 엔터테인먼트) - 시이나 역
- 하늘과 바다 사이 (2015년) - 주연·렌코 역
- 암살교실 (2015년, 토호) - 나카무라 리오 역
- 뇌장 작렬 걸 (2015년, KADOKAWA) - 주연·이나사와 하나 역
- 암살교실: 졸업편 (2016년, 토호) - 나카무라 리오 역
- 바닐라 보이 투모로우 이즈 어나더 데이 (2016년, 클록 워크스) - 미츠이 역

### 극장 애니메이션
- 어느 비행사에 대한 추억 (2011년 10월 1일, 도쿄 테아트르) - 주연·후아나 델 모럴 역

### CM
- KIRIN 혼시보리 츄하이 (2015년 4월 ~ )

## 서적

### 잡지
- Ray (2010년 8월호 ~ 2013년 5월호, 슈후노토모샤) - 전속 모델
- non-no (2013년 6월호 ~ 2016년 1월호, 슈에이샤) - 전속 모델

### 사진집
- 세이카~a message from OWL~ (2012년 3월 22일, 슈에이샤) ISBN 978-4-08-780640-3